# Kunchok
Kunchok (nep. कुन्चोक) – gaun wikas samiti w środkowej części Nepalu  w strefie Bagmati w dystrykcie Sindhupalchowk. Według nepalskiego spisu powszechnego z 2001 roku liczył on 879 gospodarstw domowych i 5183 mieszkańców (2571 kobiet i 2612 mężczyzn).